# Ebegomphus
Ebegomphus – rodzaj ważek z rodziny gadziogłówkowatych (Gomphidae).

## Podział systematyczny
Do rodzaju należą następujące gatunki:
- Ebegomphus conchinus (Williamson, 1916)
- Ebegomphus demerarae (Selys, 1894)
- Ebegomphus minutus (Belle, 1970)
- Ebegomphus pumilus (Belle, 1986)
- Ebegomphus schroederi (Belle, 1970)